# Antifašismus

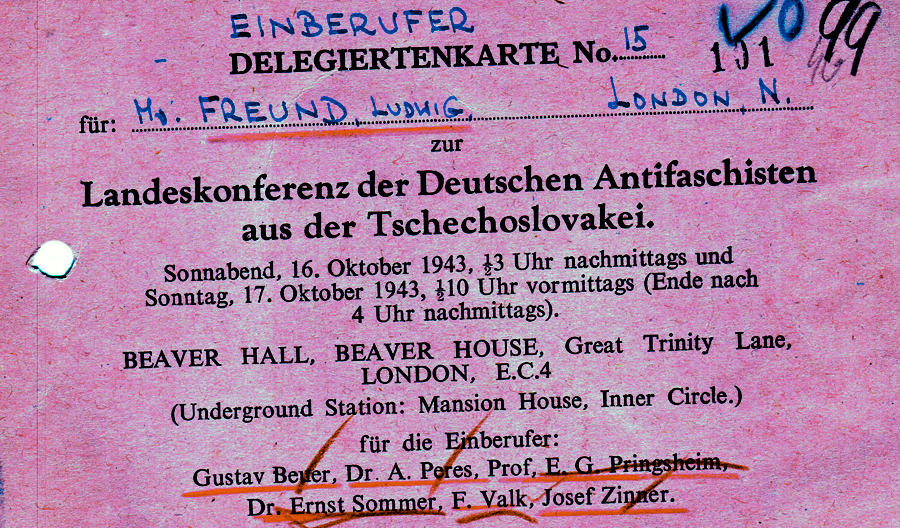
Delegačenka na konferenci Německých antifašistů čs. původu (vypsaná na L. Frejku)

Antifašismus je široký pojem, zahrnující celou škálu názorových proudů a hnutí, které jsou v nějakém smyslu nepřátelské vůči fašismu a nacismu. Pojem je někdy mylně redukován na politické směry a hnutí.

## 20. století
Antifašismus se objevil souběžně s fašismem. Již tehdy se antifašisticky projevovali jak aktivní odpůrci politiky fašismu, tak „pasivní“ odpůrci (názoroví oponenti, kteří se stávali obětí fašistického systému).
Nejznámějším příkladem antifašismu je odboj během druhé světové války, který je většinou chápán jako aktivní projev politického názoru a přímý i nepřímý (třebaže i skrytý) boj proti nacistické okupaci. Když ovšem v poválečném Československu vznikl Československý svaz protifašistických bojovníků, stala se jeho členy (opět vcelku logicky) i řada osob, které byly během války nikoli aktivními bojovníky, ale oběťmi nacismu (přeživšími z nacisty zničené obce Lidice apod.).

## Současnost

Logo Antifašistické akce

V současnosti[kdy?] se antifašismus také dělí podle otázky použití násilí na liberální antifašismus a na militantní antifašismus, který obhajuje použití násilí proti fašistům. Nejznámější organizací obhajující militantní antifašismus je Antifa.